# Grylloblatta chandleri
Grylloblatta chandleri är en insektsart som beskrevs av Kamp 1963. Grylloblatta chandleri ingår i släktet Grylloblatta och familjen Grylloblattidae. Inga underarter finns listade i Catalogue of Life.